# Tulburare de coordonare a dezvoltării
Tulburarea de coordonare a dezvoltării (TCD), cunoscută și sub denumirea de tulburare de coordonare motorie a dezvoltării, dispraxie a dezvoltării sau pur și simplu dispraxie (din greaca veche praxis „activitate”), este o tulburare de neurodezvoltare⁠(d) caracterizată printr-o coordonare deficitară a mișcărilor fizice⁠(d), ca urmare a faptului că mesajele creierului nu sunt transmise corect organismului. Deficiențele în mișcările motorii⁠(d) fine⁠(d) sau grosiere interferează cu activitățile vieții cotidiene. Este adesea descrisă ca o tulburare în dobândirea abilităților, în care învățarea și executarea abilităților motorii coordonate sunt substanțial inferioare celor așteptate având în vedere vârsta cronologică a individului. Dificultățile se pot manifesta prin neîndemânare, lentoare și inexactitate în executarea abilităților motorii (de exemplu, prinderea obiectelor, utilizarea tacâmurilor, scrisul de mână, mersul pe bicicletă, utilizarea uneltelor sau participarea la sporturi de echipă sau înot). Este adesea însoțită de dificultăți de organizare și/sau probleme cu atenția, memoria de lucru și gestionarea timpului.
Diagnosticul de DCD este pus numai în absența altor deficiențe neurologice, cum ar fi paralizia cerebrală, scleroza multiplă sau boala Parkinson. Afecțiunea durează toată viața și debutează în copilăria timpurie. Se consideră că afectează aproximativ 5% din populație. Terapia ocupațională poate ajuta persoanele cu dispraxie să își dezvolte coordonarea și să realizeze lucruri pe care altfel le-ar putea considera extrem de dificile de realizat. Dispraxia nu are nimic de-a face cu inteligența, dar persoanele cu dispraxie se pot confrunta cu probleme de stimă de sine, deoarece colegii lor pot face cu ușurință lucruri cu care ei se luptă zilnic. Dispraxia nu este adesea cunoscută ca un handicap în rândul publicului larg.

## Semne și simptome
Organizația Mondială a Sănătății (OMS) recunoaște TCD ca o afecțiune și a publicat definiția sa în Clasificarea Internațională a Bolilor. Aceasta descrie TCD ca:

6A04 Tulburarea de dezvoltare a coordonării motorii
Tulburarea de dezvoltare a coordonării motorii se caracterizează printr-o întârziere semnificativă în dobândirea abilităților motorii grosiere și fine și o deficiență în executarea abilităților motorii coordonate care se manifestă prin stângăcie, lentoare sau inexactitate a performanțelor motorii. Aptitudinile motrice coordonate sunt cu mult sub nivelul așteptat, având în vedere vârsta cronologică a persoanei și nivelul de funcționare intelectuală. Dificultățile motorii coordonate apar în timpul perioadei de dezvoltare și se manifestă de obicei în copilăria timpurie. Dificultățile motorii coordonate cauzează limitări semnificative și persistente ale funcționării (de exemplu, în activitățile vieții cotidiene, în activitatea școlară și în activitățile profesionale și de agrement). Dificultățile motorii coordonate nu pot fi atribuite exclusiv unei boli a sistemului nervos, unei boli a sistemului musculo-scheletic sau a țesutului conjunctiv, unei deficiențe senzoriale și nu pot fi explicate mai bine printr-o tulburare a dezvoltării intelectuale.
— ICD-11 Clasificarea internațională a bolilor a 11-a revizuire (2018)
Manualul de diagnostic și statistică al Asociației Americane de Psihiatrie (APA), DSM-5 clasifică tulburarea de coordonare a dezvoltării (TCD) ca o tulburare motorie discretă sub titlul mai larg de tulburări de neurodezvoltare. Este adesea descrisă ca o tulburare a dobândirii de abilități sau a învățării motorii, în care învățarea și executarea abilităților motorii coordonate sunt substanțial sub nivelul așteptat având în vedere vârsta cronologică a individului. Diverse domenii de dezvoltare pot fi afectate de TCD, iar aceste afecțiuni pot persista până la vârsta adultă.
La copii, TCD se poate manifesta prin întârzieri în dezvoltarea timpurie a șezutului, târâșului, mersului; abilități reduse sau dificultăți în activitățile copilăriei, cum ar fi alergatul, săritul, țopăitul, prinderea, sporturile și înotul; lentoare; împiedicări și vânătăi frecvente; abilități reduse de scriere de mână; dificultăți în îngrijirea de sine; dificultăți în abilități cum ar fi utilizarea tacâmurilor sau legarea șireturilor; înțelegere spațială redusă; dificultăți în respectarea instrucțiunilor; gestionare deficitară a timpului; și pierderea frecventă a obiectelor.

## Diagnostic
Evaluările pentru tulburarea de coordonare a dezvoltării necesită de obicei un istoric al dezvoltării, care să detalieze vârstele la care au avut loc etape de dezvoltare semnificative, cum ar fi târâtul și mersul,. Screeningul abilităților motorii include activități menite să indice tulburări de coordonare a dezvoltării, inclusiv echilibrarea, secvențierea fizică, sensibilitatea la atingere și variații ale activităților de mers pe jos.
Asociația Americană de Psihiatrie are patru criterii primare de diagnostic inclusiv pentru a determina dacă un copil are tulburare de coordonare a dezvoltării.
Criteriile sunt după cum urmează:
1. Coordonarea motorie va fi foarte redusă, deși inteligența copilului este normală pentru vârsta sa.
2. Dificultățile cu care se confruntă copilul în ceea ce privește coordonarea motorie sau planificarea interferează cu viața de zi cu zi a copilului.
3. Dificultățile de coordonare nu sunt cauzate de nicio altă afecțiune medicală.
4. În cazul în care copilul prezintă și comorbidități, cum ar fi o dizabilitate intelectuală sau o altă dizabilitate de dezvoltare, coordonarea motorie este afectată în mod disproporționat.[10]

## Prevalența
Proporția exactă a persoanelor cu această afecțiune este necunoscută, deoarece afecțiunea poate fi dificil de detectat din cauza lipsei testelor de laborator specifice, făcând astfel ca diagnosticul afecțiunii să fie unul de eliminare a tuturor celorlalte cauze/afecțiuni posibile. Aproximativ 5-6% dintre copii și adulți sunt afectați de această afecțiune și aproximativ 2% sunt grav afectați.
TCD este o afecțiune neurologică care durează toată viața și care se așteaptă să fie la fel de frecventă la bărbați ca și la femei. Cu toate acestea, în prezent, criteriile de diagnosticare favorizează bărbații, ceea ce face ca peste 80% dintre aceștia să fie diagnosticați înainte de vârsta de 16 ani, față de doar 22% în cazul femeilor.